# Humber (obrněný automobil)

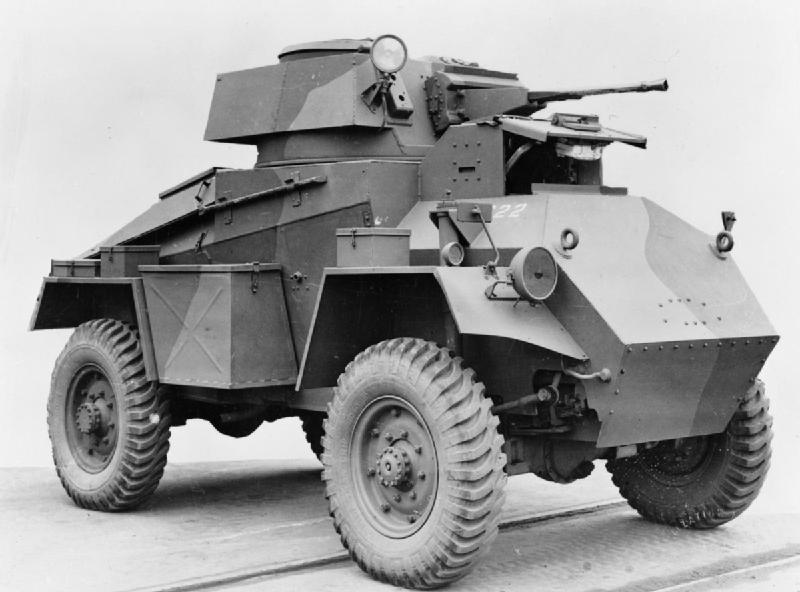
Humber Mk.I

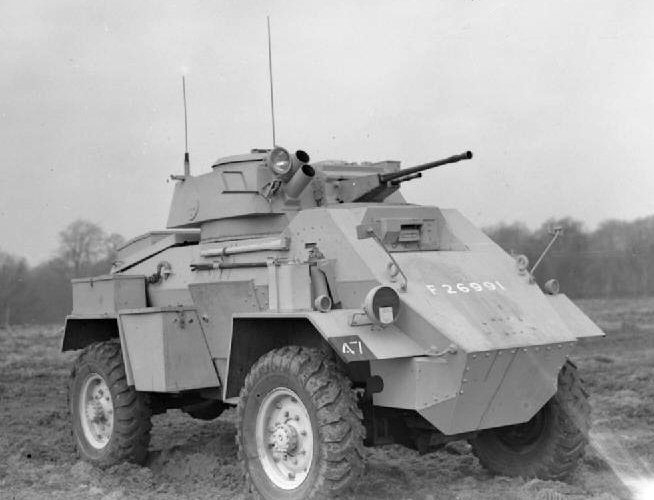
Humber Mk.II

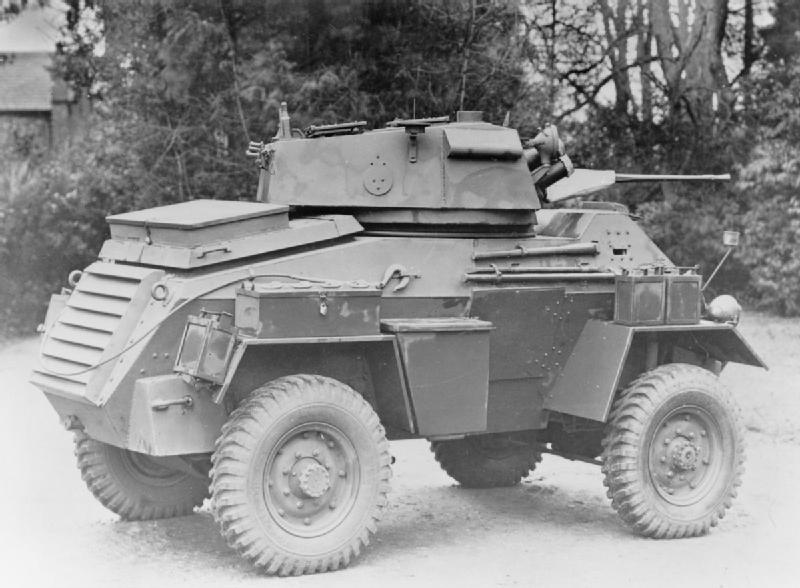
Humber Mk.III

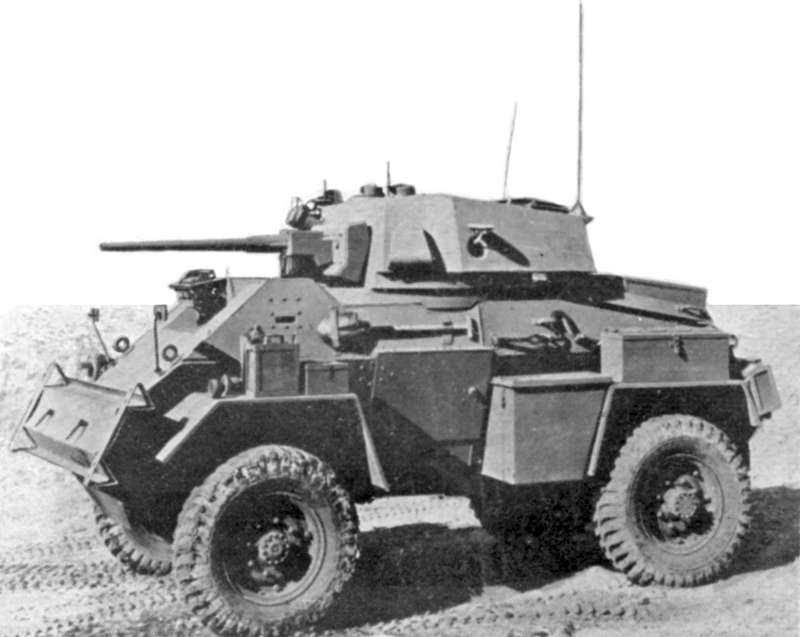
Humber Mk.IV

Humber bylo britské obrněné průzkumné vozidlo užívané za druhé světové války. Jeho výroba začala roku 1941 a stroj postupně nahrazoval starší typy lehkých obrněných aut. První užití Humberu bylo při bojích v severní Africe, byl používán na evropském bojišti, kde ho měla ve své výzbroji i 1. čs. obrněná brigáda. Po druhé světové válce byly přebytečné automobily dodávány do různých zemí světa, ve výzbroji je měla i Československá armáda. Celkem bylo vyrobeno 3652 kusů.

## Varianty
- Mk I. – verze vyzbrojená jedním 15mm a jedním 7,92mm kulometem BESA. Posádku tvořili tři muži – velitel, střelec a řidič, vyrobeno asi 300 ks.
- Mk I AA – nová věžička se čtyřmi protiletadlovými kulomety 7.92 mm BESA. Vůz sloužil k protivzdušné ochraně vojenských jednotek.
- Mk II. – zmodernizovaný typ, vyrobeno 440 kusů.
- Mk II. OP – pozorovací a spojovací vůz vyzbrojený dvěma kulomety BESA ráže 7,92 mm.
- Mk III. – větší věžička pro tři muže, posádku tvořili 4 muži, přibyl radiotelegrafista.
- Mk IV. – vybavený kanónem M5 nebo M6 ráže 37 mm a 15mm kulometem BESA. Kvůli kanónu byl počet členů osádky snížen opět na tři muže. Produkce asi 2000 kusů.

## Technické údaje
- Hmotnost: 7 t
- Délka: 4,6 m
- Výška: 2,4 m
- Šířka: 2,2 m
- Síla pancíře: 8–14 mm
- Motor: Rootes o výkonu 90 hp
- Pohon kol: 4x4
- Maximální rychlost: 72 km/h
- Dojezd: 400 km